# Южный кашинава
Южный кашинава (южный кашинауа, ибуасу-кашинава; Kashinawa of the Ibuaçu River, Cashinahua, Kashinawa, Kaxinawa, Tuxinawa, Kaxinawá, Kaxynawa, Caxinawa, Caxinawá, Cashinahuá, Kaxinauá; самоназвание Junikuin) — один из паноанских языков. Число носителей — около 2 тыс. чел. Из них 1 600 человек проживает в Перу, вдоль рек Куранья и Пурус, около 400 человек также проживают в Бразилии, в штате Акри. Имеет достаточно прочные позиции, распространён среди всех возрастных групп. Некоторые носители владеют испанским (в Перу) или португальским (в Бразилии).
Уточнения «южный» или «ибуасу» в названии используются для того, чтобы отличить этот язык от вымершего одноимённого языка, распространённого ранее к северу, на реке Тарауака, который также относится к паноанским языкам.
Согласно Д. Флеку выделяются следующие диалекты:
- бразильский кашинава (Brazilian Kashinawa)
- перуанский кашинава (Peruvain Kashinawa)
- журуа-капанава († Kapanawa of the Juruá River)
- паранава († Paranawa)

Характерный порядок слов — SOV.

## Примеры лексики
- Bestichai (один)
- Dabe (два)
- Dabe inun bestichai (три)
- Dabe inun dabe (четыре)
- Meken besti (пять)
- Juni (мужчина)
- Ainbu (женщина)
- Kaman (собака)
- Badi (Солнце)
- Uxe (луна)
- Unpax (вода)